# Monuments d'Erevan
La ville d'Erevan étant faite d'une multitude de jardins, parcs, statues, bâtiments et autres monuments, il est difficile de dresser une liste exhaustive et pertinente de ceux-ci. Cet article ne présente que les principaux monuments de la capitale arménienne.

## Mémorial du génocide arménien
Il existe un mémorial du Génocide arménien à Erevan, situé sur une colline à l'ouest de la ville et la surplombant, Tsitsernakaberd. Sa construction a débuté en 1966 et s'est achevée en 1968.
De style moderne, il est principalement composé d'une flèche de 44 mètres de haut, d'une flamme éternelle entourée d'un cercle de 12 stèles de granite inclinées, d'un mur de 100 mètres avec les inscriptions des villages arméniens où ont eu lieu les massacres, un musée et un parc.
Chaque année, au 24 avril, des milliers d'Arméniens commémorent le génocide en allant se recueillir et déposer une fleur autour de la flamme éternelle du mémorial.
Il existe également un Mémorial du génocide à Etchmiadzin, le siège de l'Église apostolique arménienne.

## Place de la République
La place de la République est la place centrale de la capitale et l'un des principaux lieux de festivités et de rencontre. La plupart des ministères y ont aussi élu domicile.
L'architecte Tamanian avait déjà dessiné cette place sur ses plans mais elle fut complètement construite dans les années 1970.

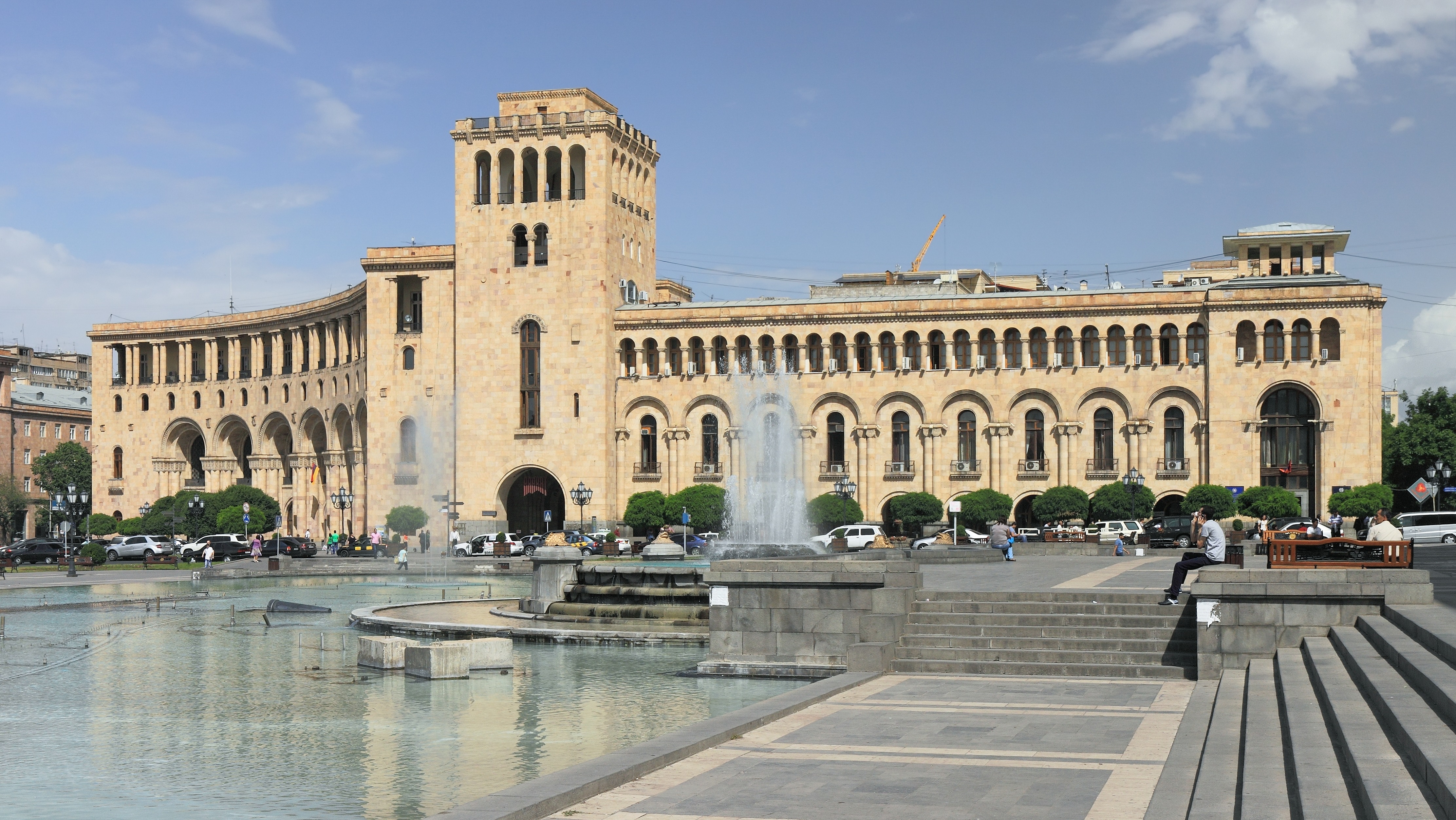
Ministère des Affaires étrangères.
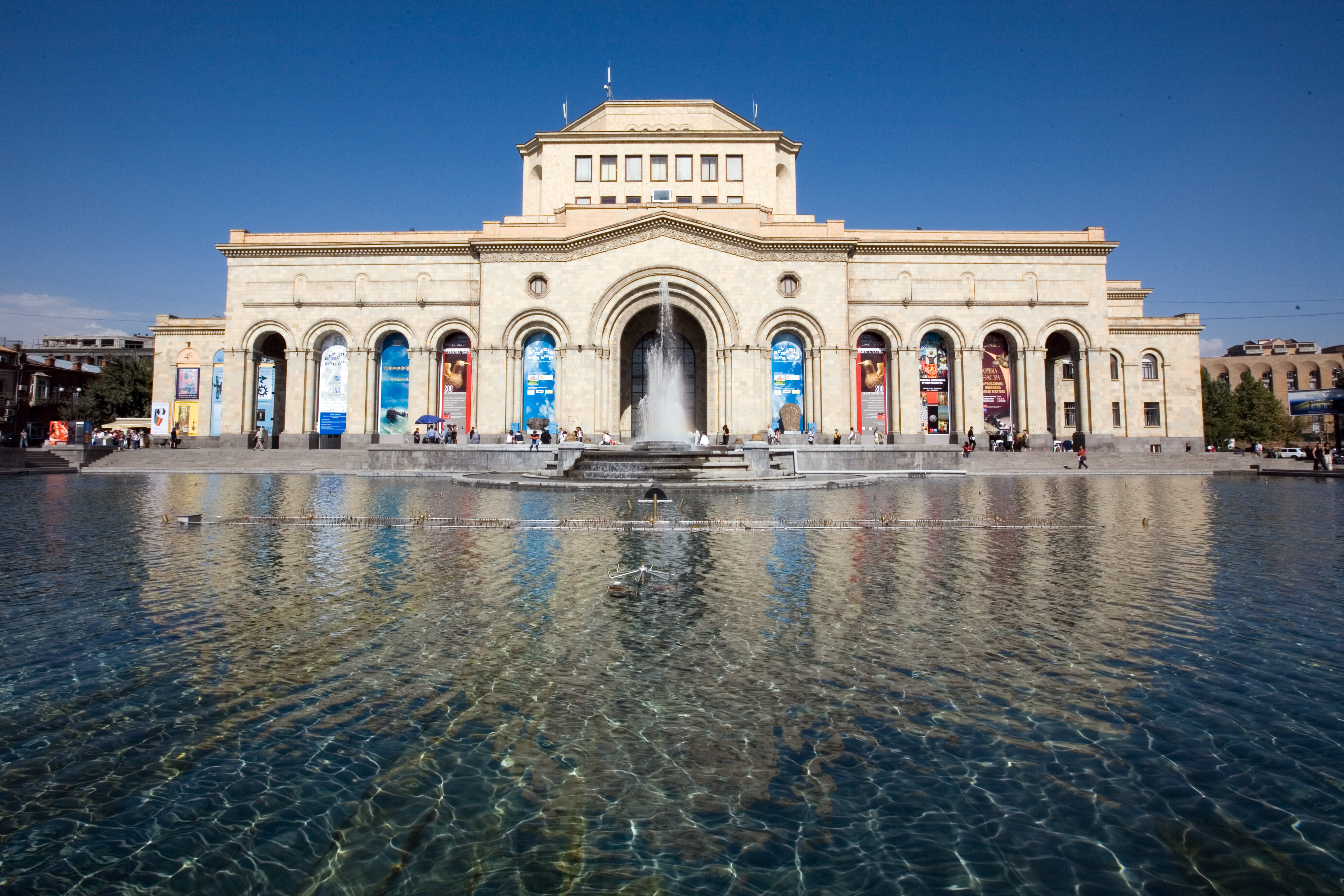
Musée de l'histoire de l'Arménie.
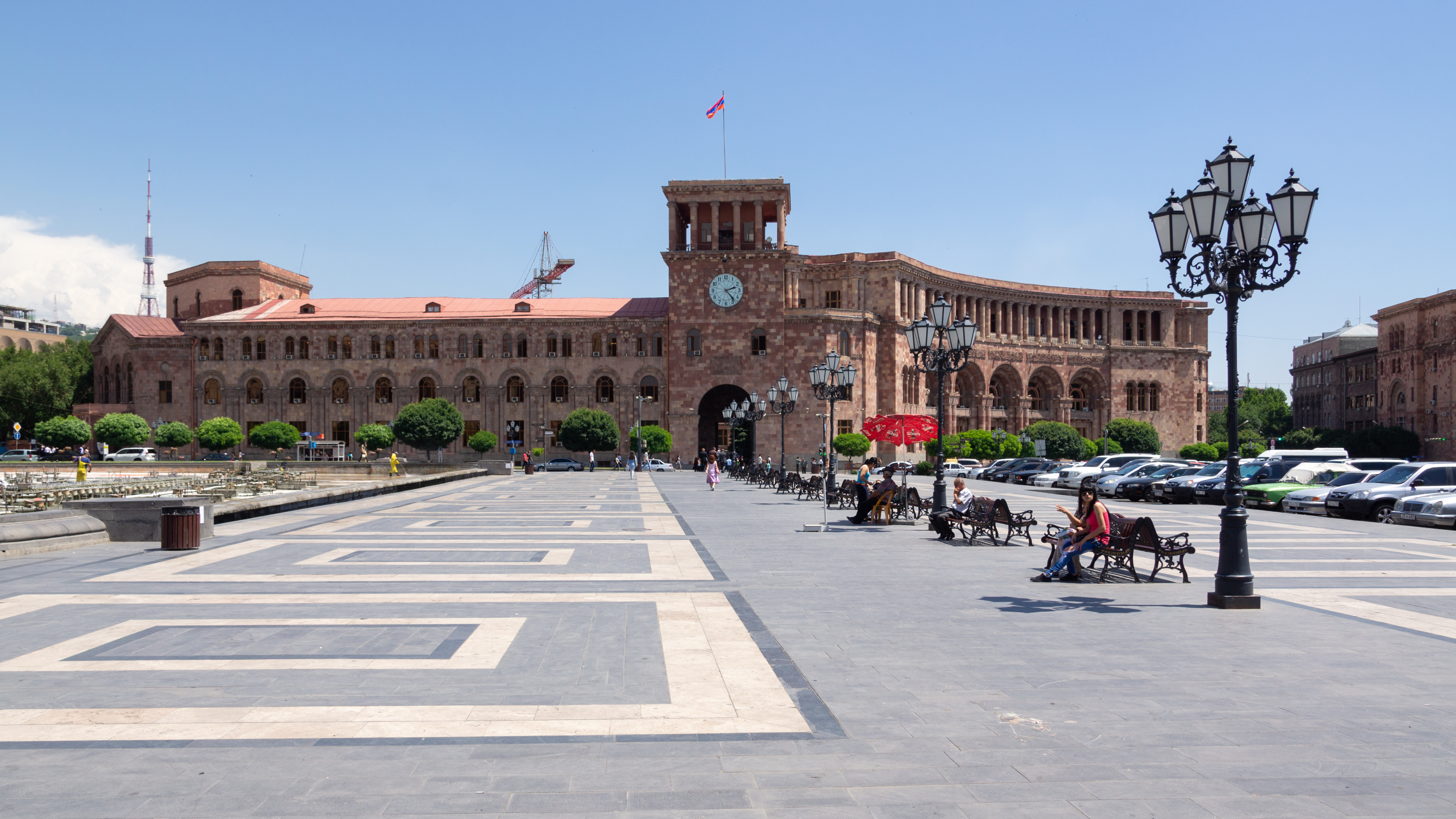
Palais du gouvernement.

## Opéra
L'opéra d'Erevan est la principale salle de spectacle de la capitale arménienne. Il abrite d'une part la salle de concert Aram Khatchatourian et, d'autre part, le théâtre national d'opéra et de ballet Alexandre Spendarian.
Comme la plus grande partie de l'Erevan moderne, le bâtiment était sur les planches à dessin de Tamanian dès les années 1920.
Il est, avec la place de la République, le point névralgique des festivités érévanaises.

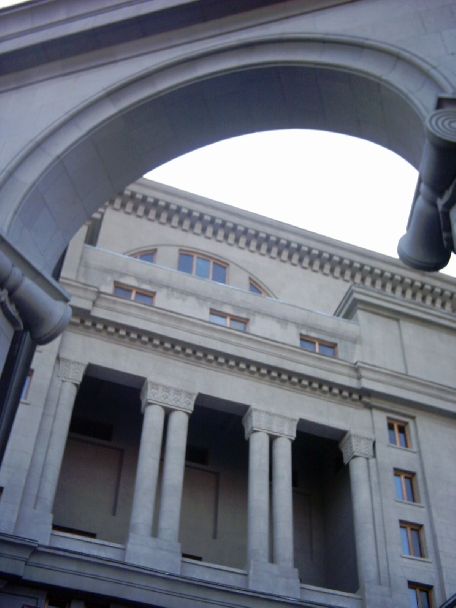
L'opéra.
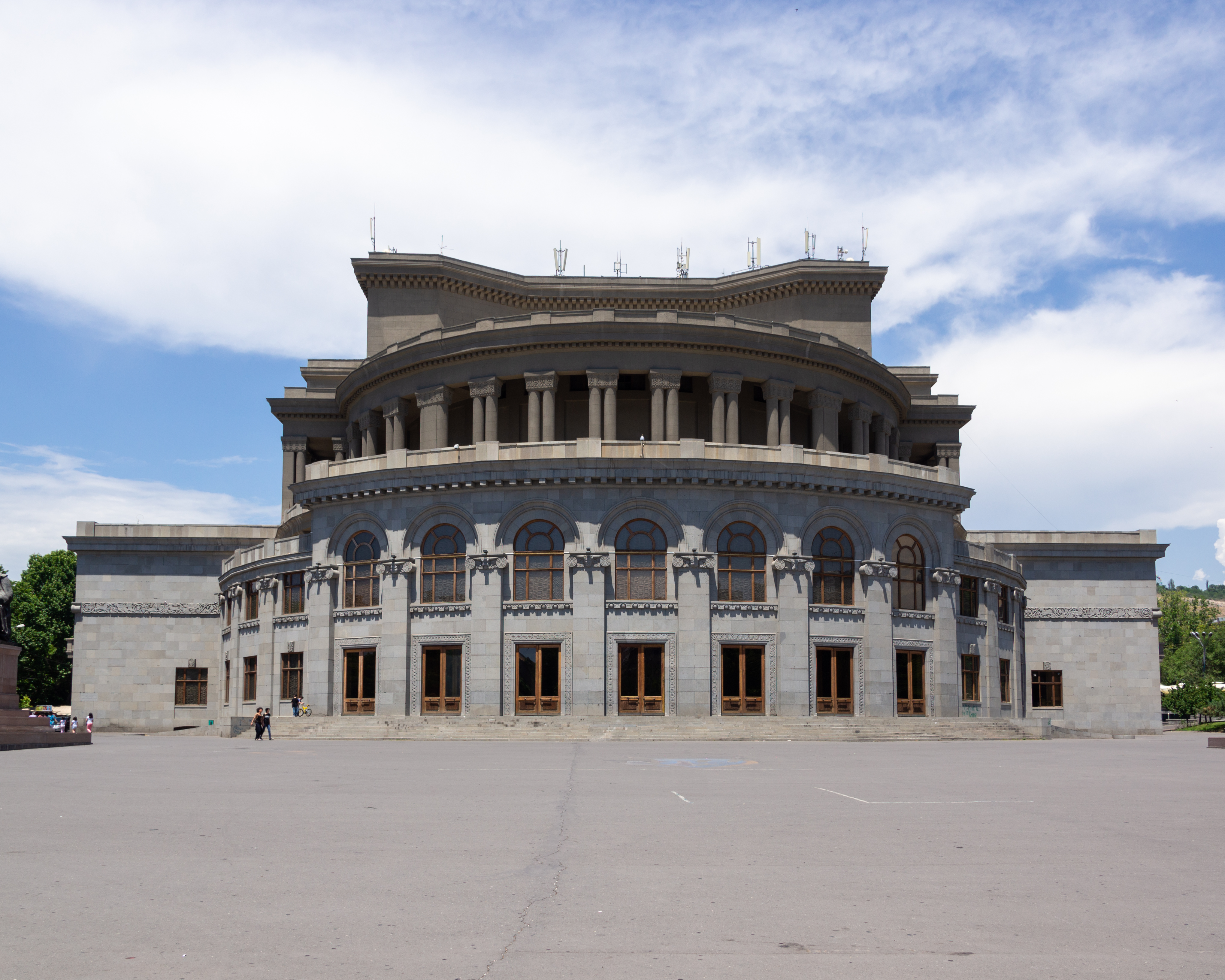
L'opéra.
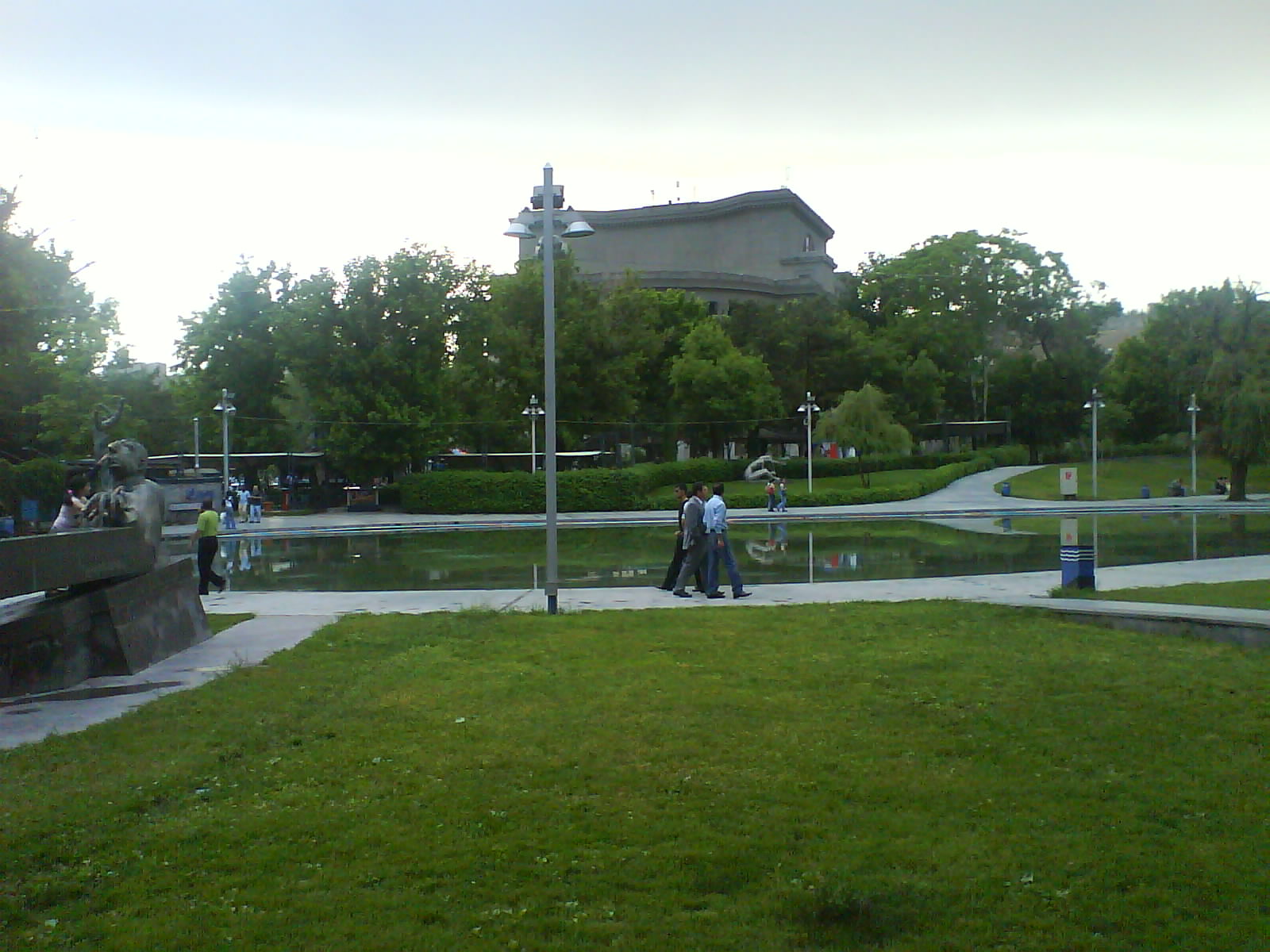
La place de la Liberté.
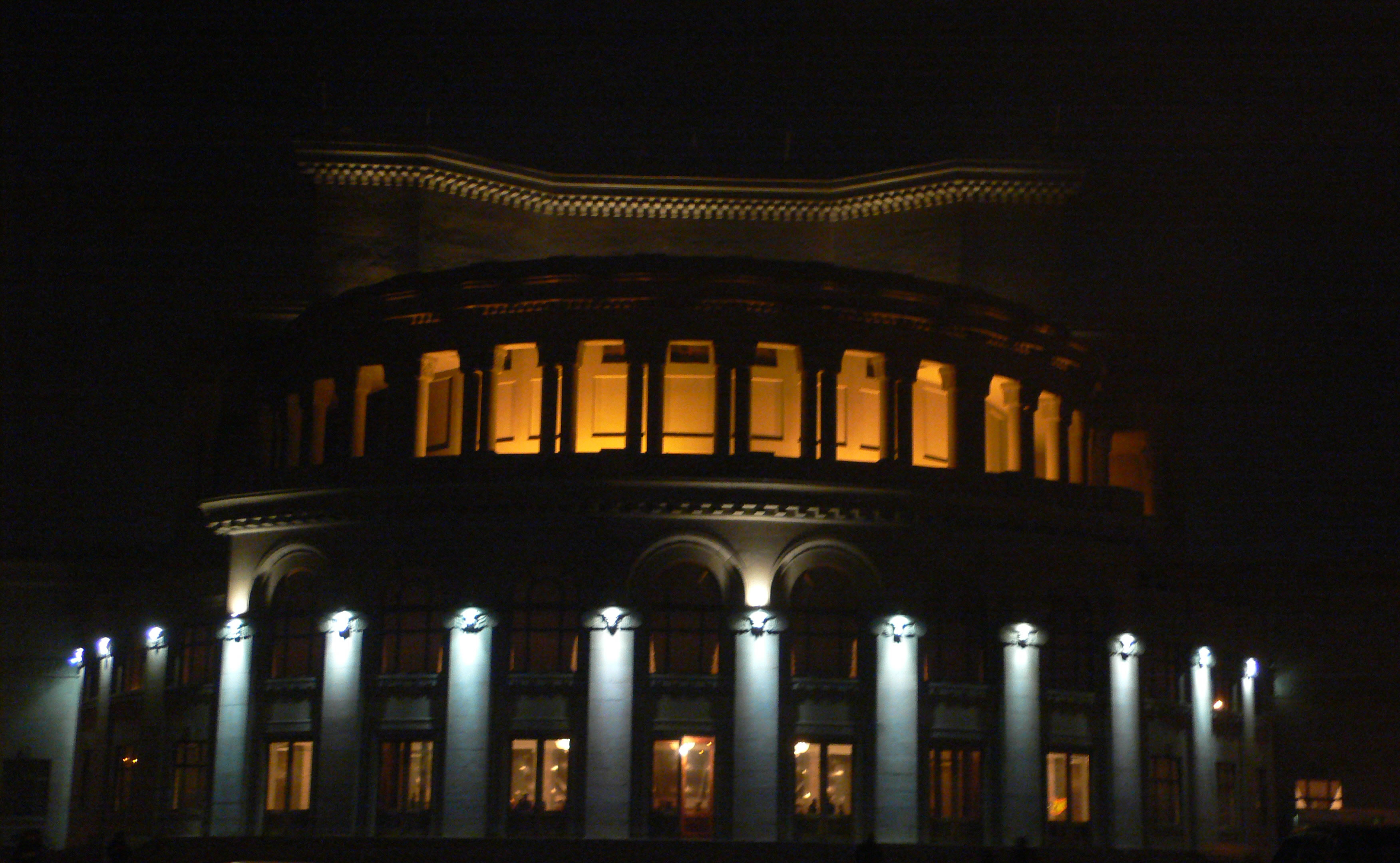
L'opéra de nuit.

## Cascade
Imaginée dans les années 1970 pour être une simple œuvre ornementale, la Cascade a connu avec la chute de l'URSS une nouvelle jeunesse. La privatisation du monument a permis l'émergence de plusieurs projets, notamment sa restauration, la construction d'un musée d'art contemporain, la mise en place de projets immobiliers, etc. Par ailleurs, l'endroit sert parfois de salle de concert en extérieur comme ce fut le cas en juin 2006 avec la représentation de Armenian Navy Band.

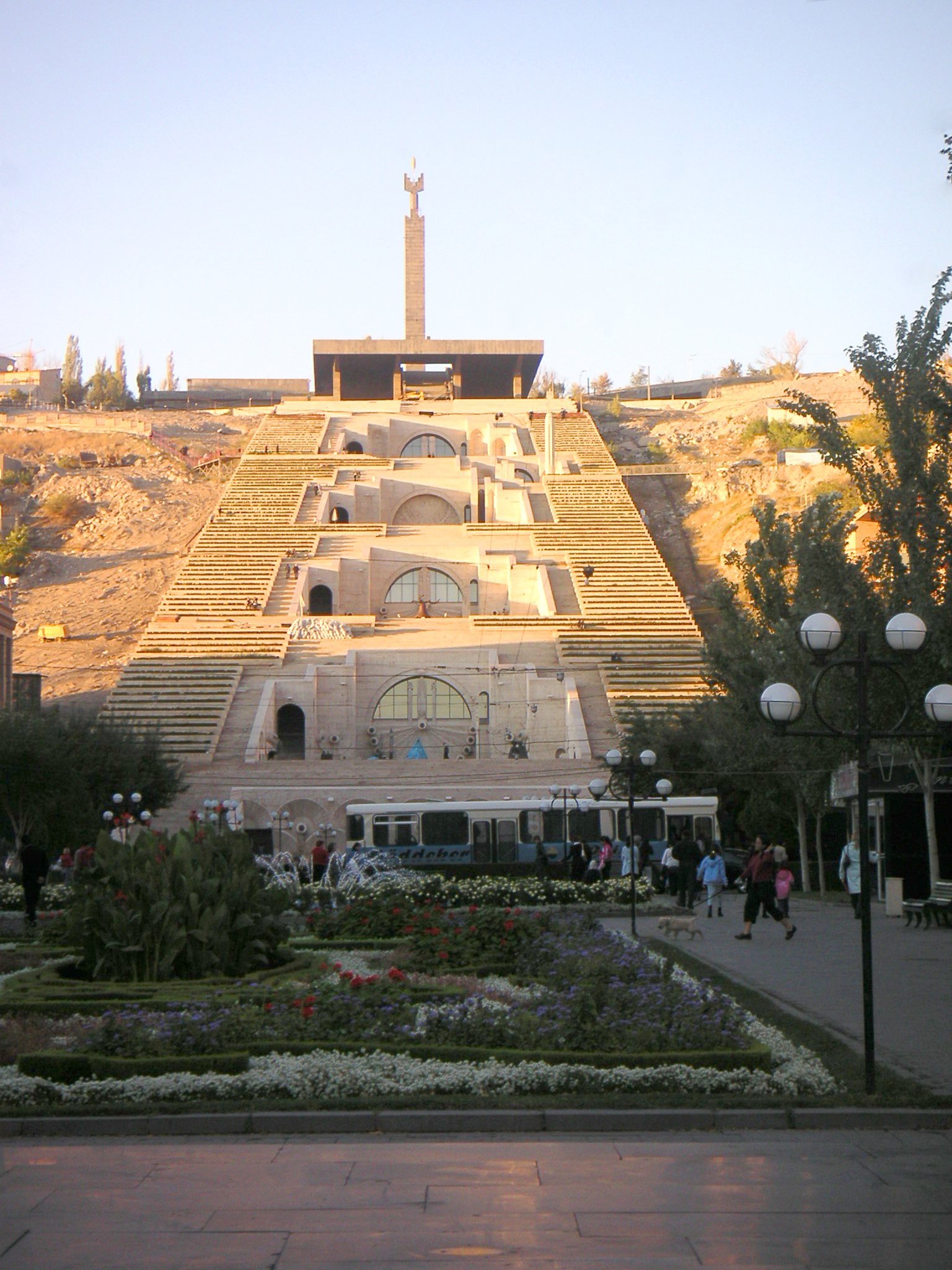
Vue de la Cascade.
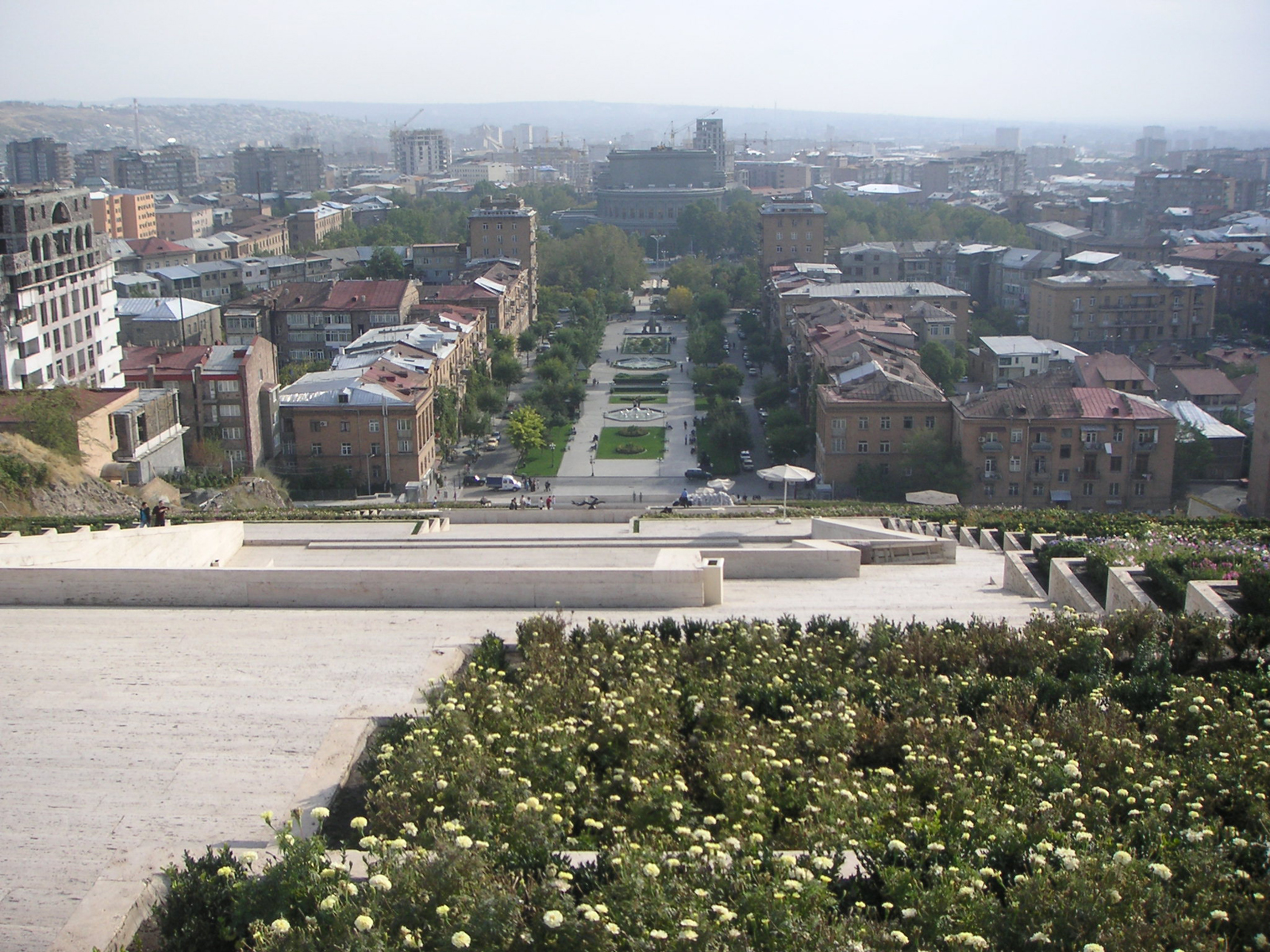
Vue de la Cascade.

## Mère Arménie
Le monument de Mère Arménie est une statue posée sur un socle-musée situé dans le parc de la Victoire. Sa construction commença en 1950 avec une statue à l'effigie de Staline. Après la mort de celui-ci, sa statue fut démontée et remplacée en 1967 par la statue actuelle.
Le socle abrite le musée du ministère de la Défense présentant une exposition d'objets, de photos et de témoignages de l'investissement des Arméniens durant la Seconde Guerre mondiale et la guerre du Haut-Karabagh. La statue de 23 mètres de haut représente une guerrière armée d'une épée, surveillant du haut de la colline la ville tout entière.

## Avenue du Nord
Une fois encore pensée par Tamanian dès les années 1920, cette avenue piétonne relie depuis le mois de novembre 2007 les deux cœurs de la ville, l'Opéra et la place de la République.

## Matenadaran
L'institut Matenadaran Mesrop Machtots des manuscrits anciens est une des bibliothèques les plus riches en livres et manuscrits du monde. Il contient 17 000 manuscrits, dont certains datent de 405, année où Machtots créa l'alphabet arménien.
Fondé en 1959 pour préserver et maintenir les manuscrits anciens, il est situé en haut de l'avenue Machtots.

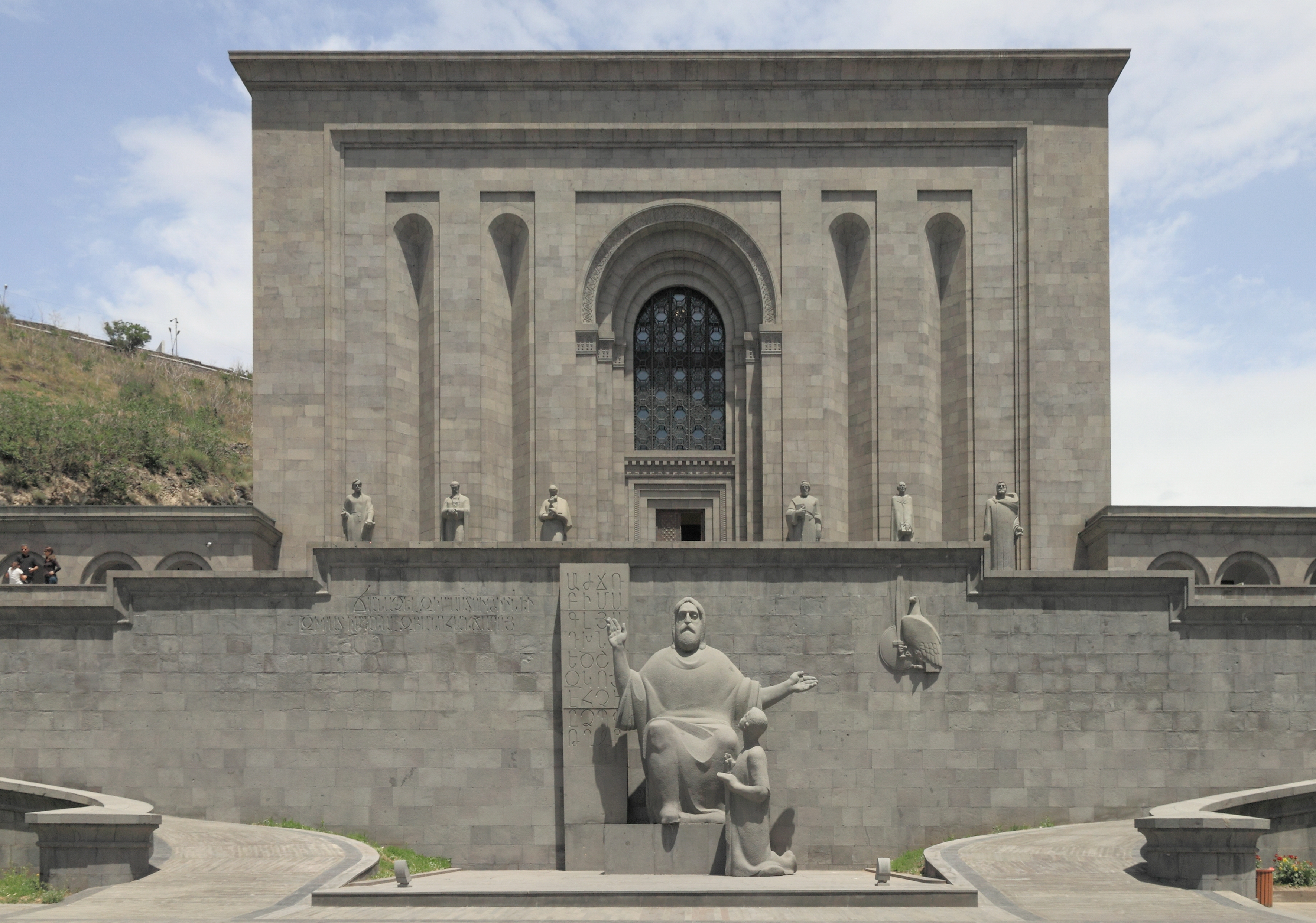
Le Matenadaran depuis l'avenue Machtots.
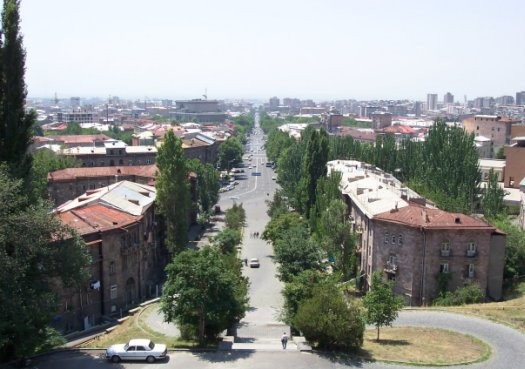
L'avenue Machtots.
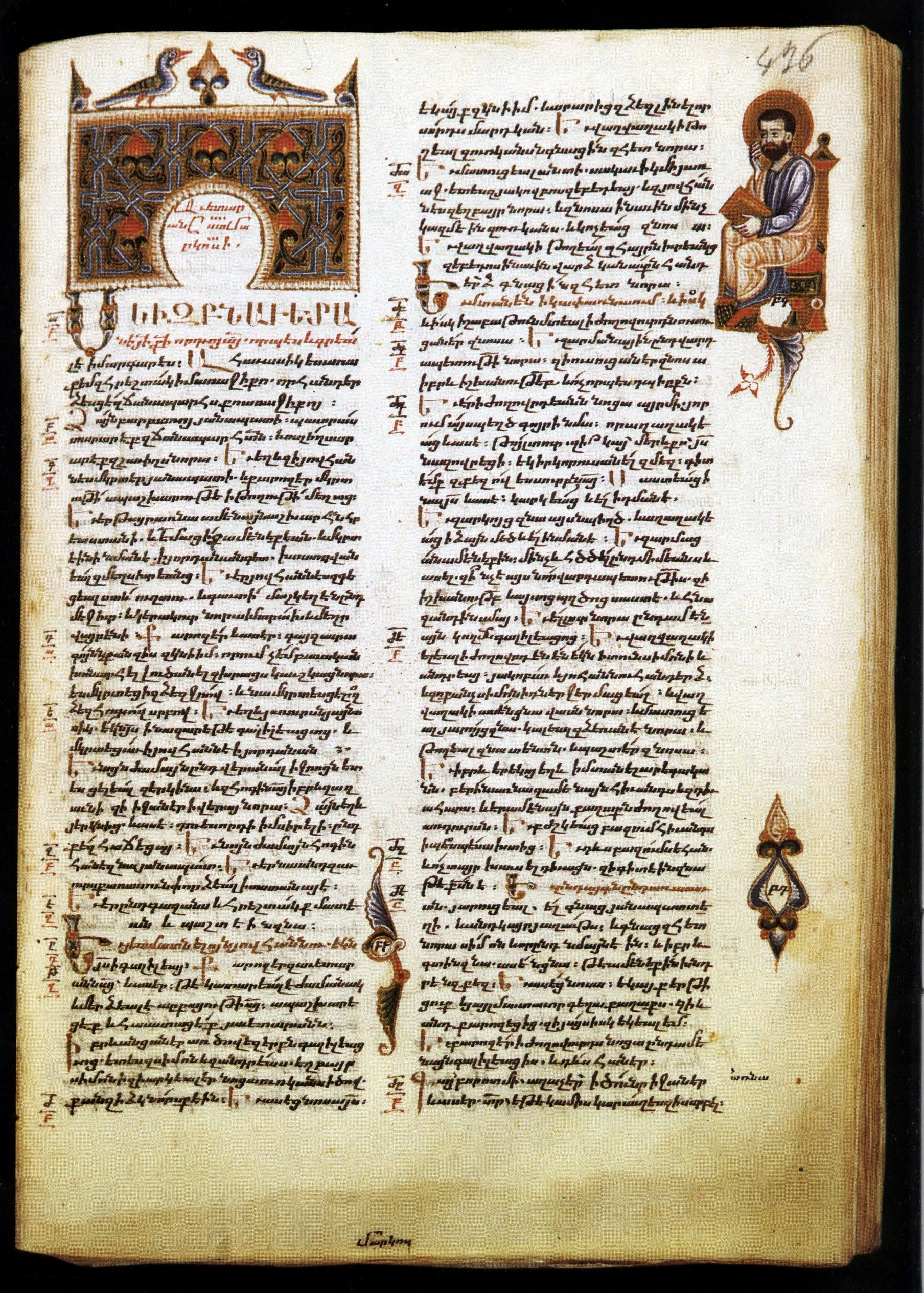
Un des manuscrits du Matenadaran (Sargis Pitsak).

## Forteresse d'Erebouni
Cette ancienne forteresse construite au VIIIe siècle av. J.-C. par les rois urartéens Argishti Ier et Sarduri II est en quelque sorte l'acte de naissance d'Erevan. Elle se situe dans les quartiers sud-est de la ville et est dotée d'un musée.

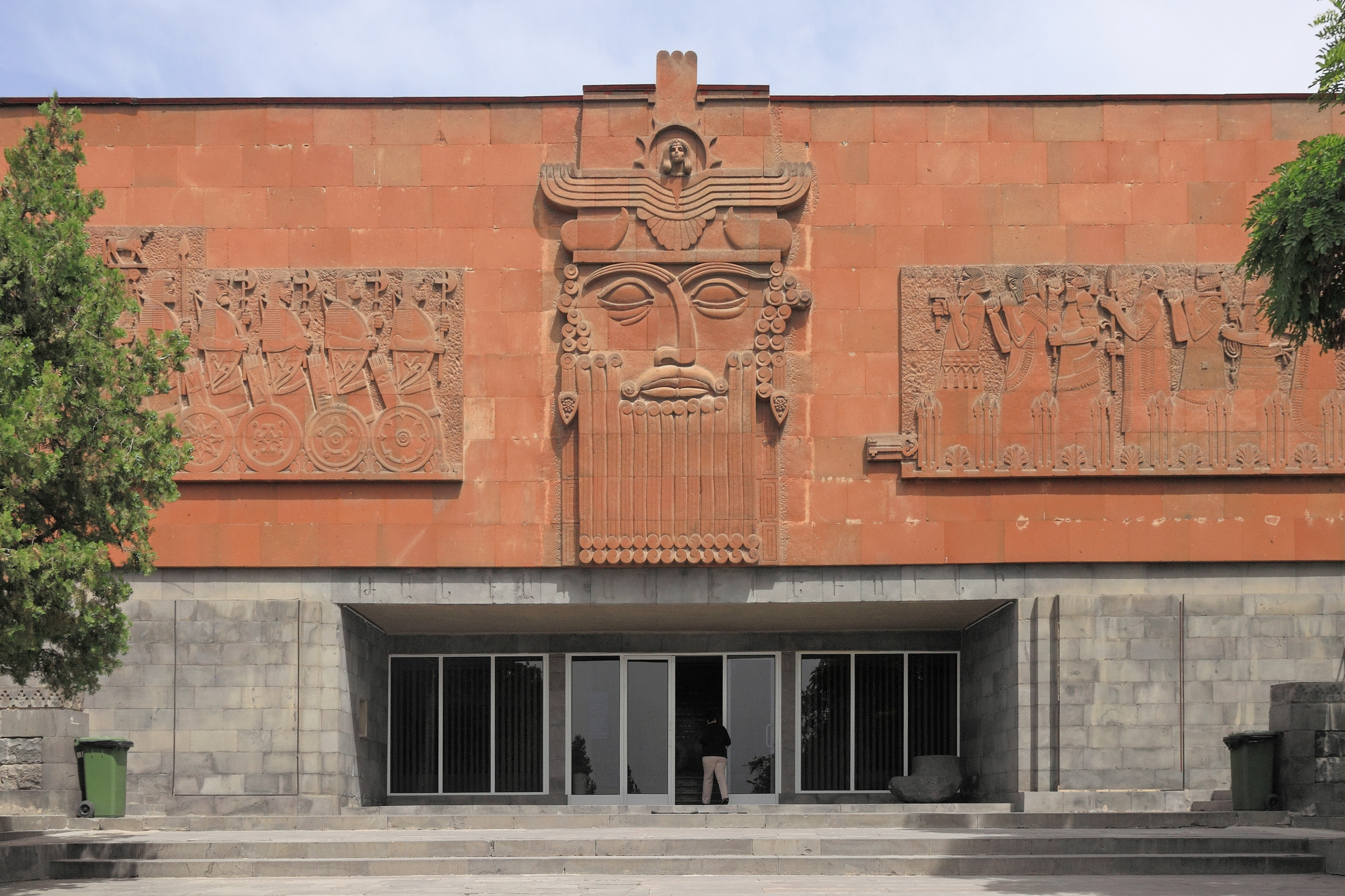
Musée d'Erebouni .
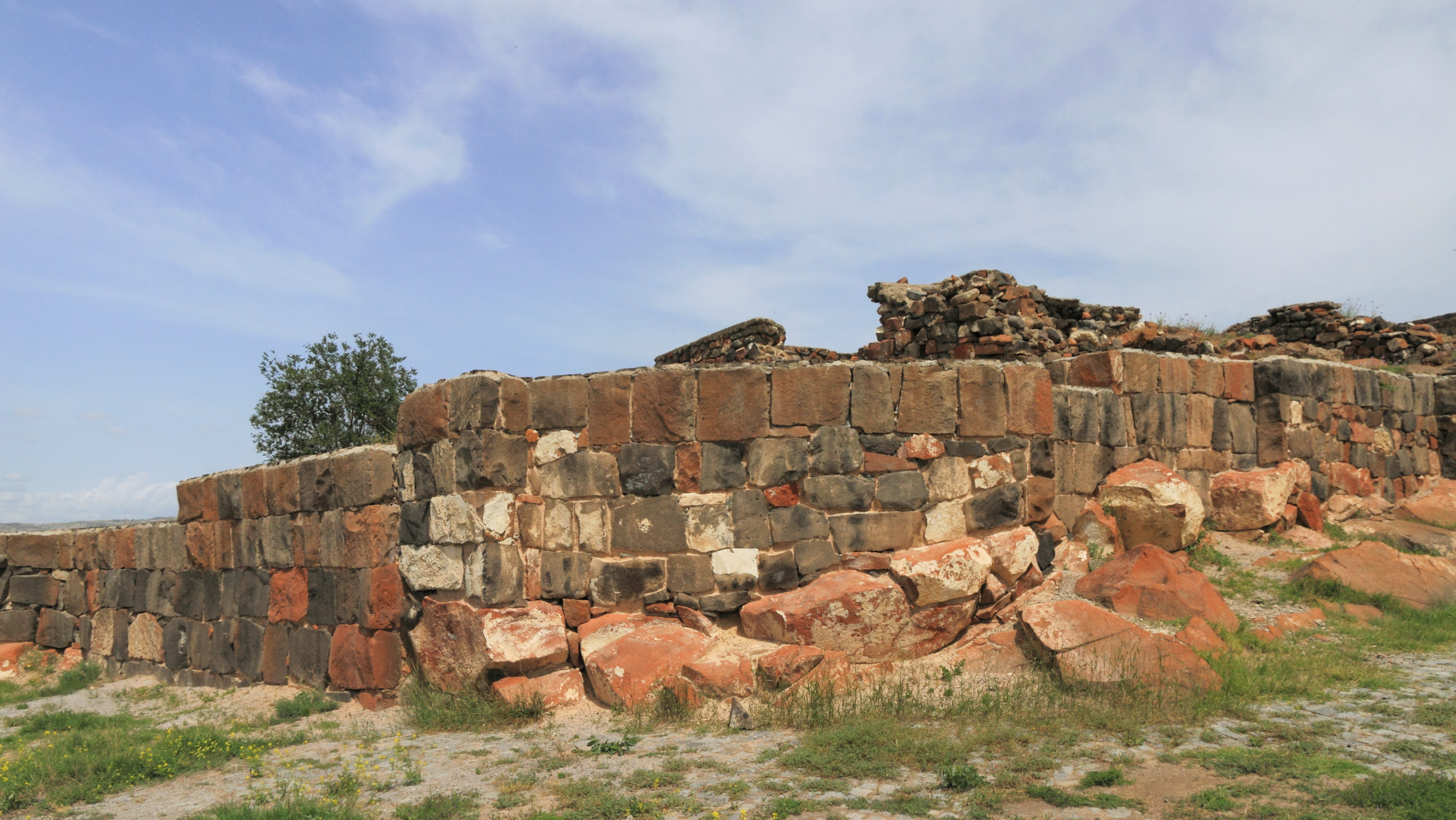
Forteresse d'Erebouni.
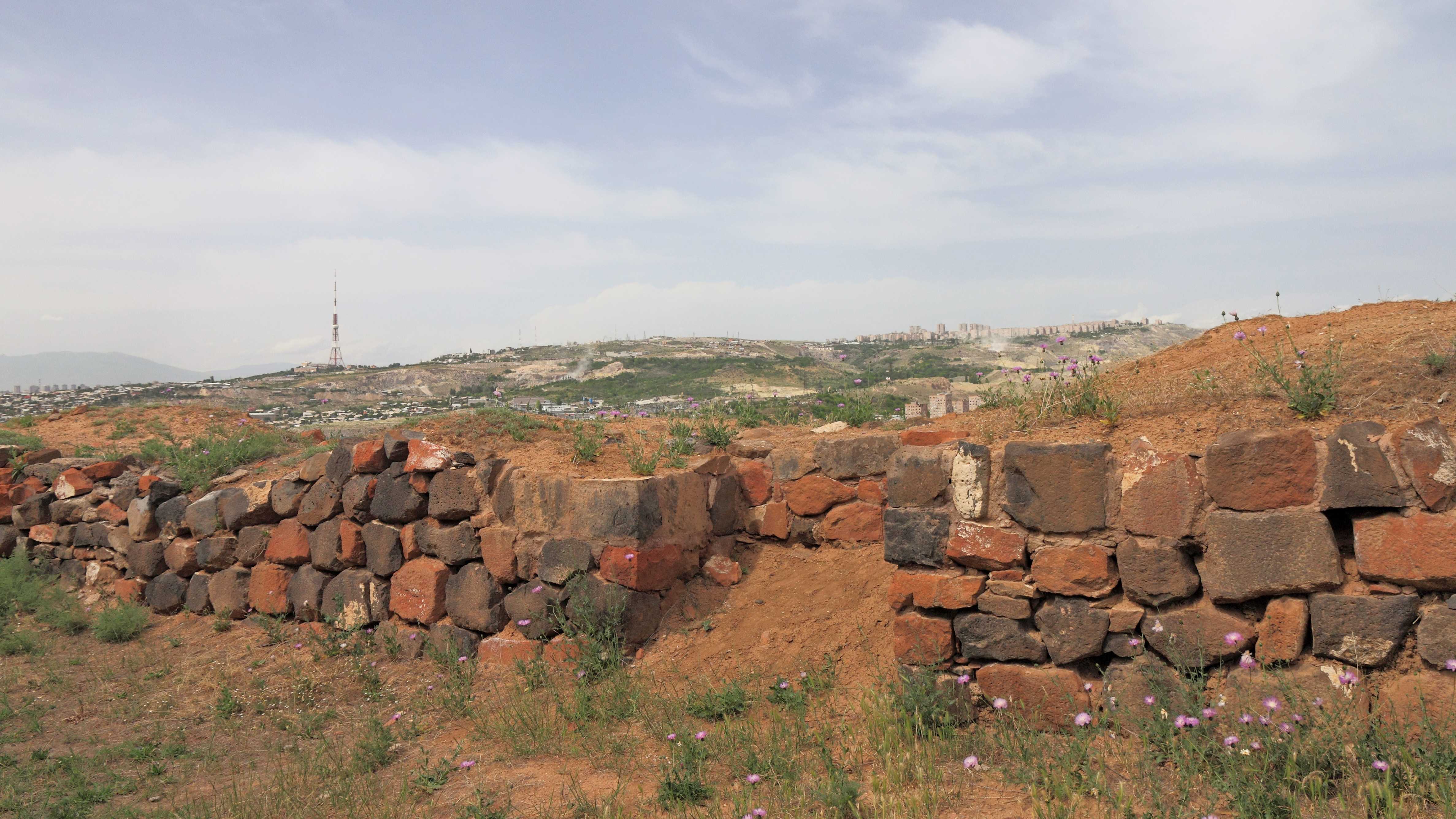
Forteresse d'Erebouni.

## Cathédrale Sourp Krikor Loussavoritch
Achevée en 2001, la grande cathédrale a été construite pour célébrer le 1700e anniversaire de l'adoption du christianisme comme religion d'état par l'Arménie en 301. Elle est d'ailleurs parfois surnommée l'église de l'anniversaire.

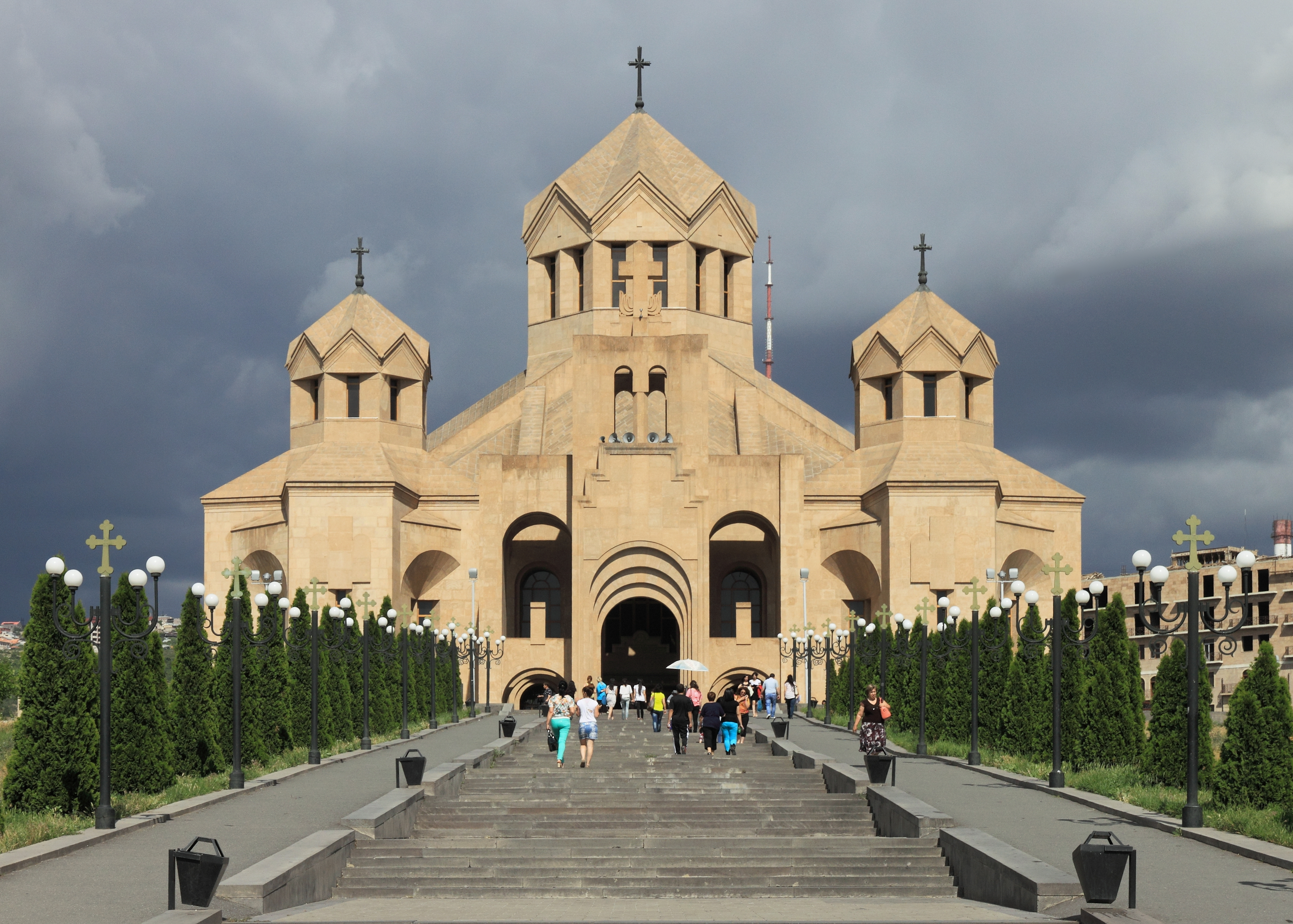
Église de l'anniversaire.
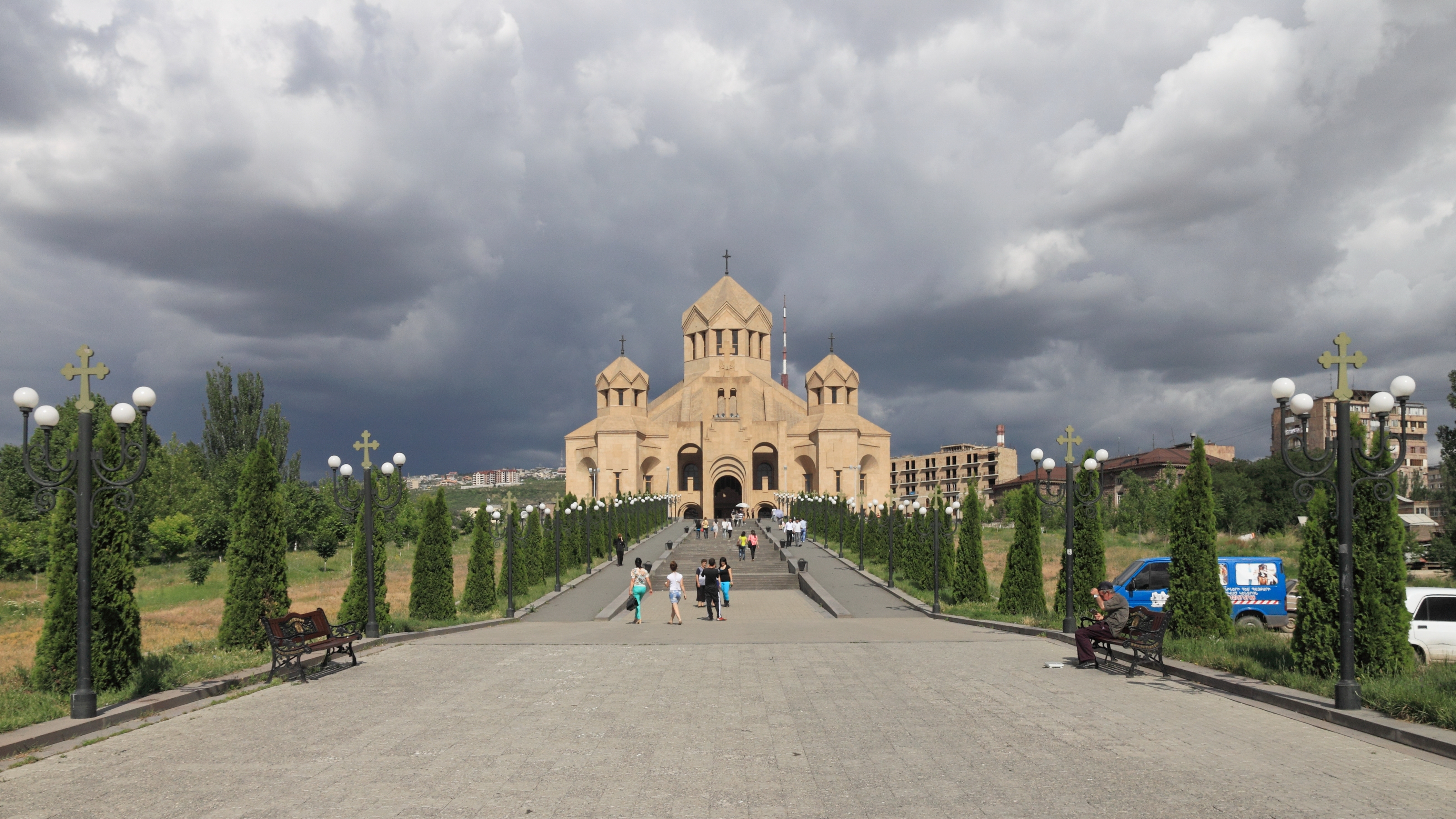
Église de l'anniversaire.
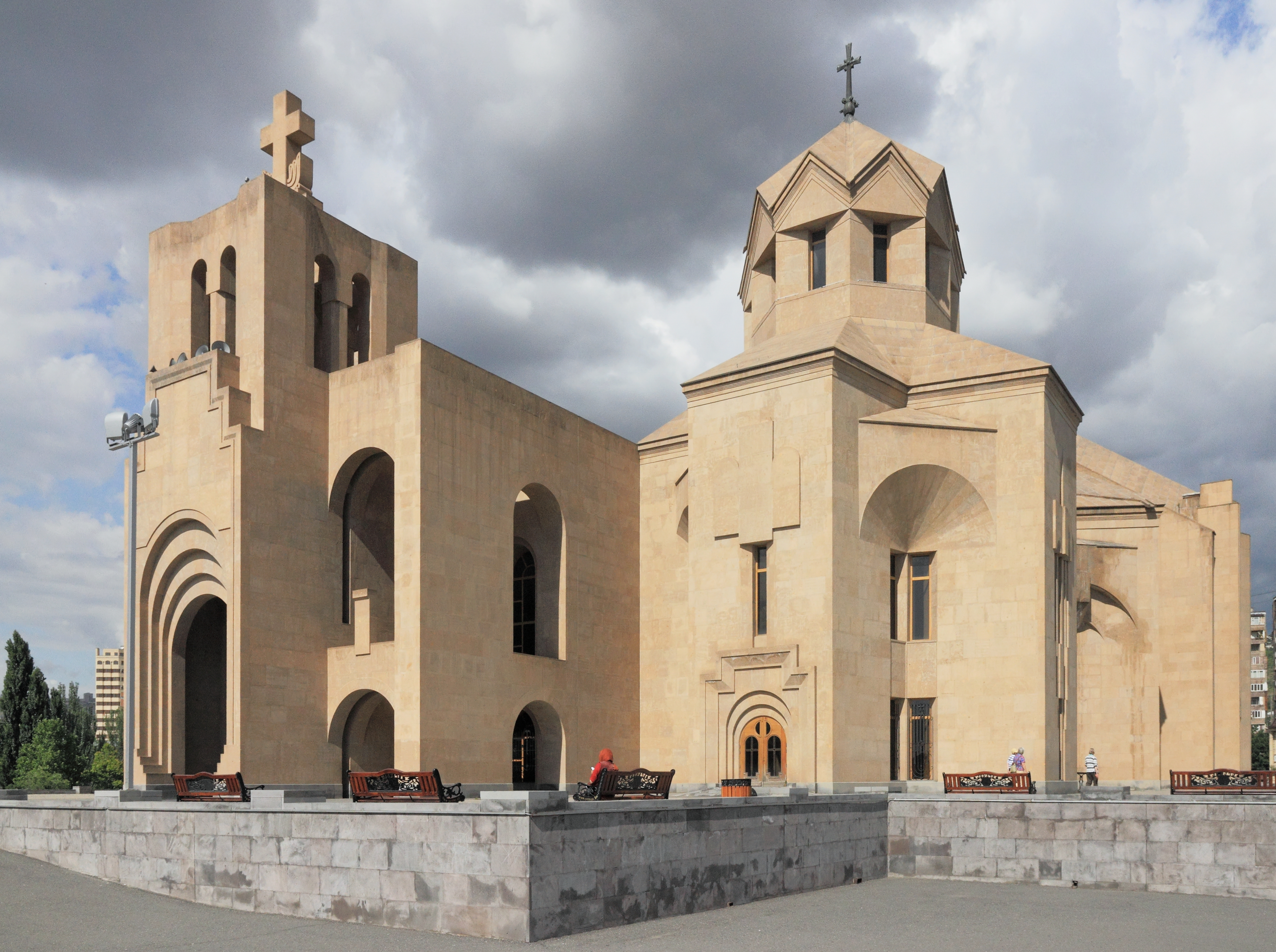
La cathédrale Sourp Krikor Loussavoritch.
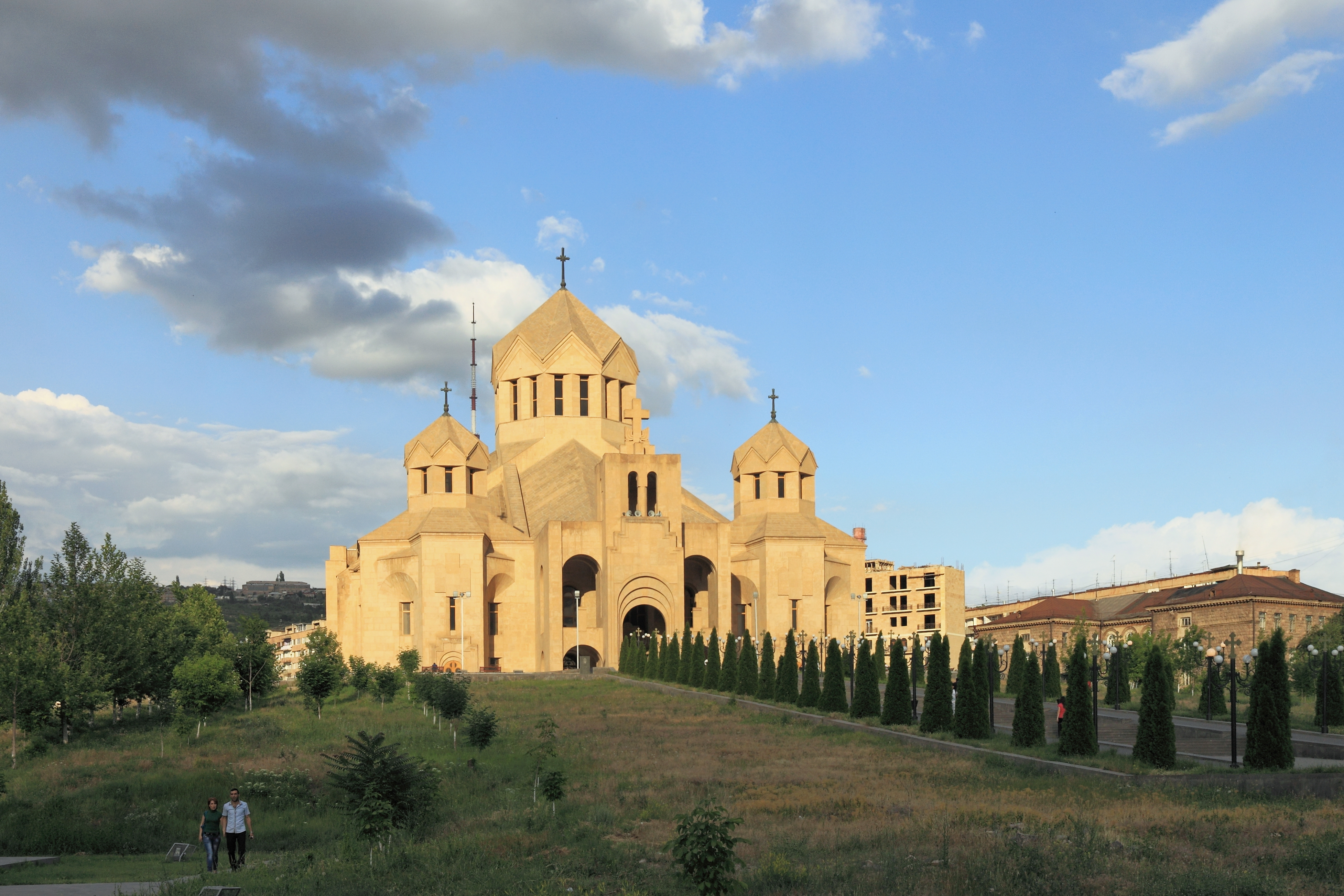
La cathédrale Sourp Krikor Loussavoritch.
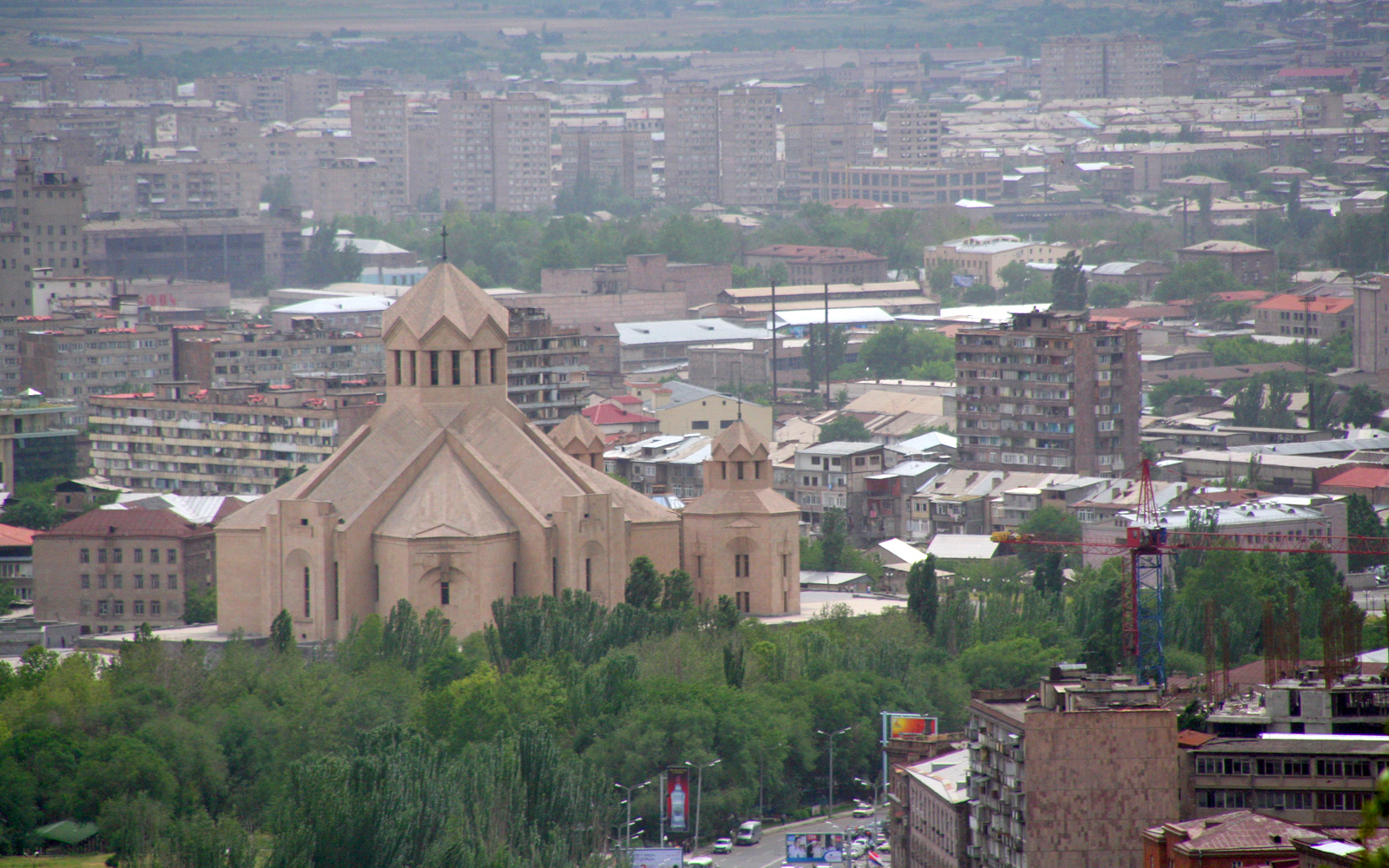
Vue aérienne de la cathédrale.
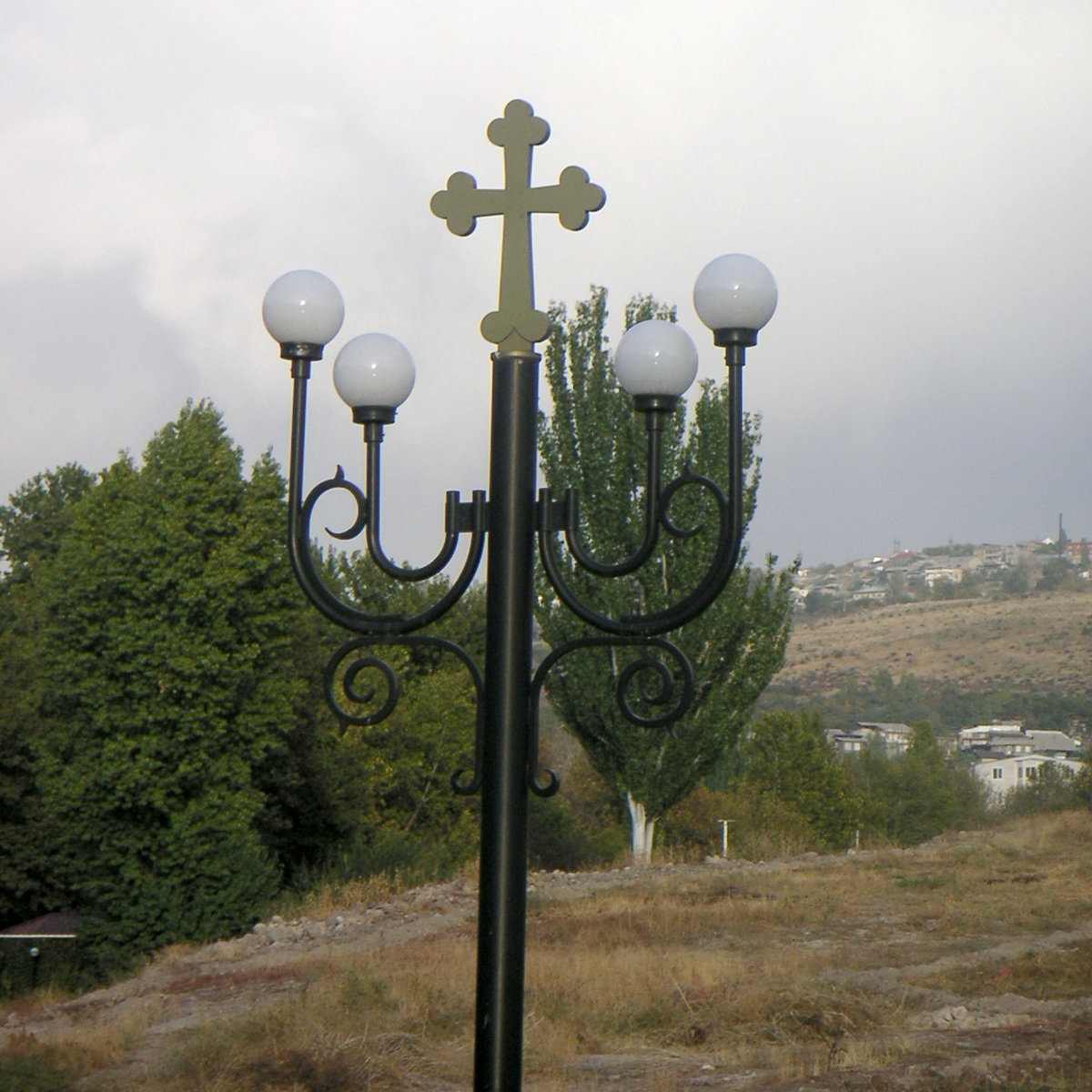
Un lampadaire des escaliers menant à la cathédrale.

## Mosquée Bleue
La mosquée bleue Gök Jami est l'unique rescapée des huit mosquées qui ont vu le jour dans la capitale arménienne. Elle fut construite en 1766 sous le règne de Hussein Ali, puis transformée en planétarium en 1952 et finalement rouverte et restaurée depuis le milieu des années 1990.

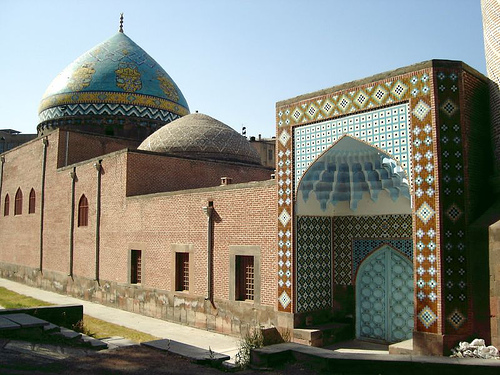
Mosquée bleue d'Erevan.
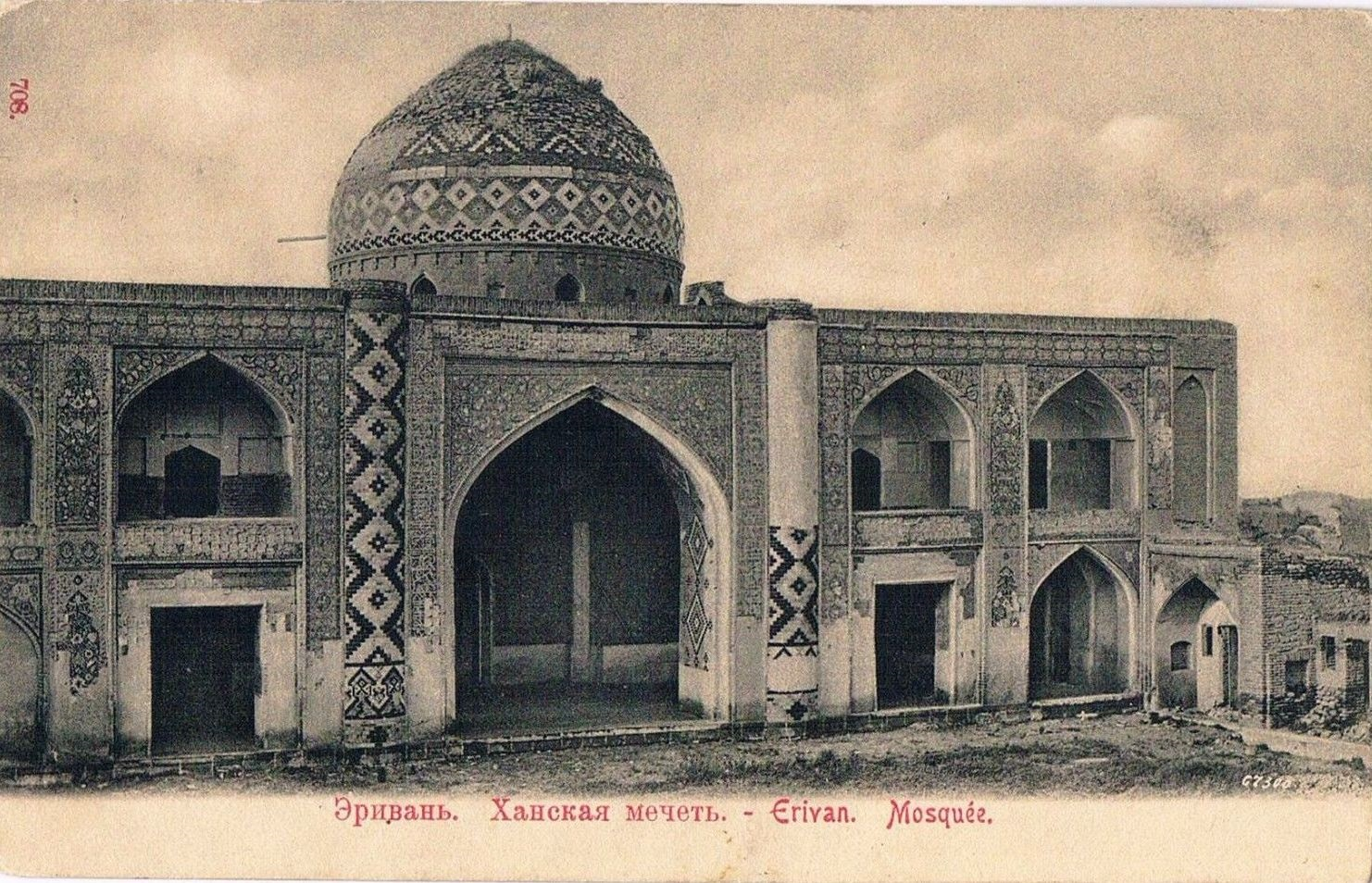
La mosquée bleue au XIXe siècle.

## Tour de télévision
La tour de télévision d'Erevan est une tour en treillis d'acier de 311,7 mètres de haut. C'est une tour émettrice de télévision construite entre 1974 et 1977 en remplacement de l'ancienne tour haute de 180 mètres.
Ce point le plus haut de la ville est également une des tours les plus hautes du monde.

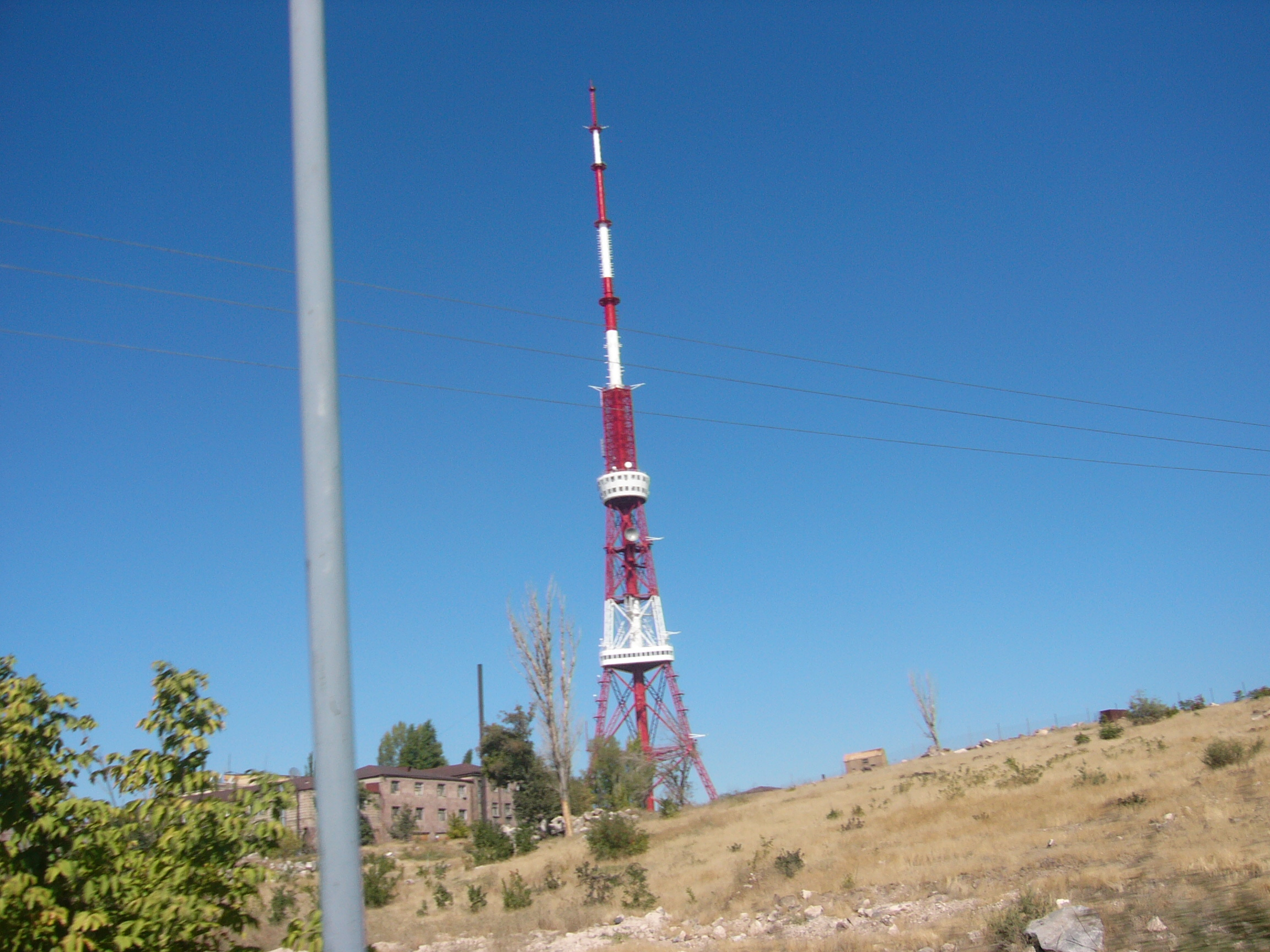
La tour de télévision.
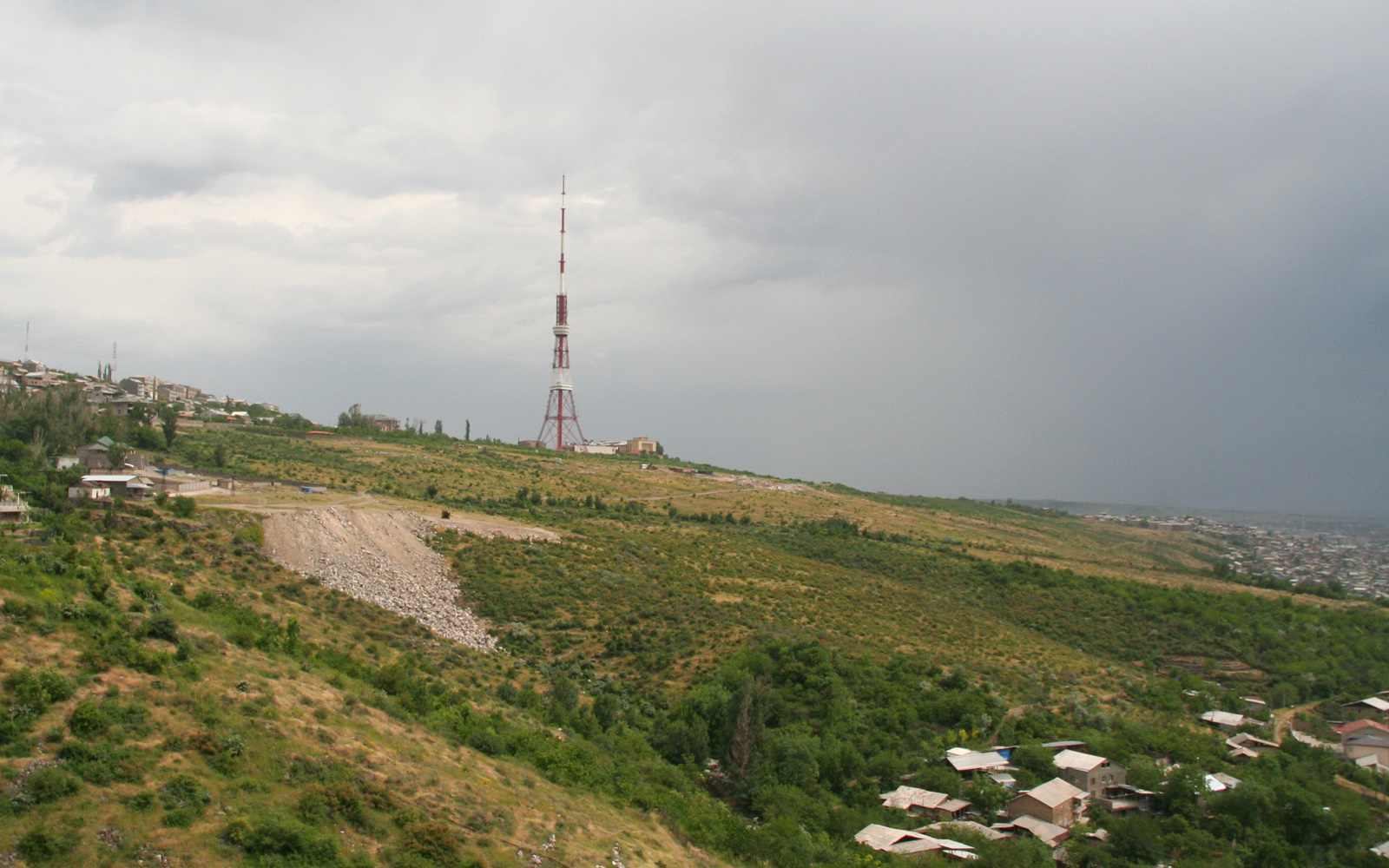
La tour de télévision.